# Марков, Евгений Иванович
Евге́ний Ива́нович Ма́рков 1-й (1769 — 20 сентября 1828) — военачальник Русской императорской армии, генерал-лейтенант.

## Биография
Евгений Марков родился в 1769 году; происходил из дворян Московской губернии.
5 декабря 1770 года записан рядовым в Пермский пехотный полк.
18 ноября 1772 года произведён в обер-офицерский чин — прапорщики.
28 сентября 1779 года произведён в поручики и переведён в Семипалатинский полевой батальон.
1 января 1786 года назначен в Курский пехотный полк, произведён в капитаны.
Действительную службу начал 3 марта 1787 года, поступив в гвардейский Преображенский полк.
18 июня 1788 года произведён в секунд-майоры. Проходил службу на гребных судах в Днепровском лимане и сражался с турками-османами под Кинбурном, также участвовал в осаде и штурме крепости Очакова где был ранен в голову.
31 марта 1792 года награждён орденом Св. Георгия 4-го класса № 489 «за отличную храбрость, оказанную при взятии приступом крепости Измаила».
В 1792 году был переведён в Апшеронский мушкетёрский (5 июля 1762 — 29 ноября 1796 — пехотный) полк. Произведён в премьер-майоры.
Сражался с поляками при Городище и Дубенках, в 1794 году участвовал при взятии Праги.
В 1796 году участвовал в осаде и штурме крепости Дербента, был награждён золотой шпагой.
4 апреля 1798 года произведён в полковники, 16 августа назначен командиром Тифлисского мушкетёрского полка. С 26 ноября произведён в генерал-майоры и назначен шефом Муромского мушкетерского полка, с которым участвовал в Швейцарском походе 1799 года в составе корпуса генерал-лейтенанта А. М. Римского-Корсакова.
Попал в плен в сражении под Цюрихом.
С 24 октября 1799 по 27 сентября 1800 года находился в отставке.
27 января 1801 года назначен Аренсбургским комендантом.
28 июля 1801 года назначен командиром Псковского мушкетёрского полка, с которым в 1805 году сражался с французами под Кремсом и Аустерлицем.
Участвовал в Русско-прусско-французской войне 1806—1807 годов, отличился в сражении при Прейсиш-Эйлау.
8 апреля 1807 года награждён орденом Св. Георгия 3-го класса № 148 «в воздаяние отличнаго мужества и храбрости, оказанных в сражении против французских войск 4-го февраля 1807 года при Остроленке».
12 декабря 1807 года за мужество, проявленное в сражении под Фридландом, произведён в генерал-лейтенанты.
В 1808 году назначен командиром 15-й пехотной дивизии, направленной в Молдавскую армию. В 1809 году был тяжело ранен картечью в правую ногу при неудачном штурме Браилова, затем успешно действовал под Мачином и Бабадагом.
В 1810 году за храбрость при штурме Базарджика награждён орденом Св. Александра Невского.
В 1811 году блокировал корпус визиря под Слободзеей, отразил все атаки и вылазки турок и вынудил их в 1812 году капитулировать.
15 октября 1811 года награждён орденом Св. Георгия 2-го кл. № 41 «за отличие в сражении с турками 1-го октября 1811 года при Рущуке».
В начале 1812 года командовал корпусом (Корпус Маркова, состоявший из 9-й и 15-й дивизией, должность начальника дивизии последней занимал он сам) в 3-й Резервной Обсервационной армии.
Участник Отечественной войны 1812. Участвовал в сражении на Березине и преследовании отступавших французов.
В 1813 году, командующий войсками корпуса в Польской армии, осаждал крепость Торгау, затем находился при блокаде Гамбурга.
После окончания военных действий назначен начальником 15-й пехотной дивизией.
13 апреля 1816 года освобождён от командных должностей и определён состоять по армии.